# Ngã Bảy
Ngã Bảy is een thị xã in de Mekong-delta, het zuiden van Vietnam. Het ligt in de provincie Hậu Giang. Ngã Bả is onderverdeeld in drie phườngs en drie xã's.

## Administratieve eenheden
- Phường Hiệp Thành
- Phường Lái Hiếu
- Phường Ngã 7
- Xã Đại Thành
- Xã Hiệp Lợi
- Xã Tân Thành